# Élections générales terre-neuviennes de 1999
L'élection générale terre-neuvienne de 1999 se déroule le 9 février 1999 afin d'élire les députés de la Chambre d'assemblée de Terre-Neuve (Canada). Le gouvernement du Parti libéral de Terre-Neuve, dirigé par le premier ministre Brian Tobin, est reporté au pouvoir et forme un gouvernement majoritaire.

## Résultats
| Parti                                           | Parti                           | Chef                            | # de candidats | Sièges | Sièges | Sièges  | Voix    | Voix    | Voix    |
| ----------------------------------------------- | ------------------------------- | ------------------------------- | -------------- | ------ | ------ | ------- | ------- | ------- | ------- |
| Parti                                           | Parti                           | Chef                            | # de candidats | 1996   | Élus   | % Diff. | #       | %       | % Diff. |
|                                                 | Libéral                         | Brian Tobin                     | 48             | 37     | 32     | -13,5 % | 132 399 | 49,62 % |         |
|                                                 | Progressiste-conservateur       |                                 | 48             | 9      | 14     | +55,6 % | 108 772 | 40,77 % |         |
|                                                 | Nouveau Parti démocratique      | Jack Harris                     | 35             | 1      | 2      | +100 %  | 21 962  | 8,23 %  |         |
|                                                 | Newfoundland and Labrador       |                                 | 7              | *      | -      | *       | 2 562   | 0,96 %  | *       |
|                                                 | Indépendant/Aucune appartenance | Indépendant/Aucune appartenance | 8              | 1      | -      | -100 %  | 1 112   | 0,42 %  |         |
| Total                                           | Total                           | Total                           | 146            | 48     | 48     | -       | 266 807 | 100 %   |         |
| Source : (en) Elections Newfoundland & Labrador |                                 |                                 |                |        |        |         |         |         |         |

* N'a pas présenté de candidats lors de l'élection précédente